# Gilbert Abbott à Beckett
Gilbert Abbott A Beckett. (Londres, 9 de gener de 1811 - Boulogne-sur-Mer, França, 30 d'agost de 1856). Periodista, dramaturg i escriptor humorista britànic.
Fill d'un advocat la família del qual deia ser descendent de Thomas Becket, va rebre la seva educació a la Westmisnter School en lleis. Va editar Figaro in London i va ser un dels creadors de la Revista Punch, on va contribuir fins a la seva defunció. Va ser un actiu periodista de The Times i The Mornig Herald, i va contribuir amb petits articles a The Illustrated London News. Va dirigir des de 1846 Almanack of the Month i va produir unes quinze obres, algunes d'elles dramatitzacions dels relats curts de Charles Dickens en col·laboració amb Mark Lemon. Va escriure també una Història Còmica de Roma (1852) i una Història Còmica d'Anglaterra (1847-1848). En 1849 va arribar a ser jutge de primera instància. Dos dels seus fills, Gilbert Arthur A Beckett i Arthur William A Beckett van ser escriptor i periodista respectivament.